# Sprintair
Sprintair (Eigenschreibweise: SprintAir) ist eine polnische Regionalfluggesellschaft mit Sitz in Warschau und Heimatflughafen auf dem Chopin-Flughafen Warschau. Sie führt hauptsächlich europäische Fracht- und Passagierflüge auf Charterbasis durch.

## Geschichte
Die Fluggesellschaft wurde ursprünglich 2003 unter dem Namen Air Polonia Cargo Sp. z o.o gegründet und nahm den Frachtflugbetrieb 2004 mit drei Let L-410 auf. Später wurde die Gesellschaft in Sky Express Sp. z o.o umbenannt und erhielt ihre ersten Saab 340A. Zwischen April 2006 und April 2007 nahm SprintAir dann die erste Passagierverbindung auf, die für die Direct Fly betrieben wurden. Als diese Flüge wieder eingestellt wurden, konzentrierte sich die Fluggesellschaft auf Frachtflüge. Im Januar 2008 wurde die Sprintair-Gruppe gegründet und der Name der Airline wurde in SprintAir umbenannt.
Im April 2008 wurden zwei weitere Saab 340 in Betrieb genommen.
2014 wird im Passagierbetrieb unter anderem für LOT geflogen und im Frachtbetrieb für TNT Airways, teilweise auch für UPS Airlines.

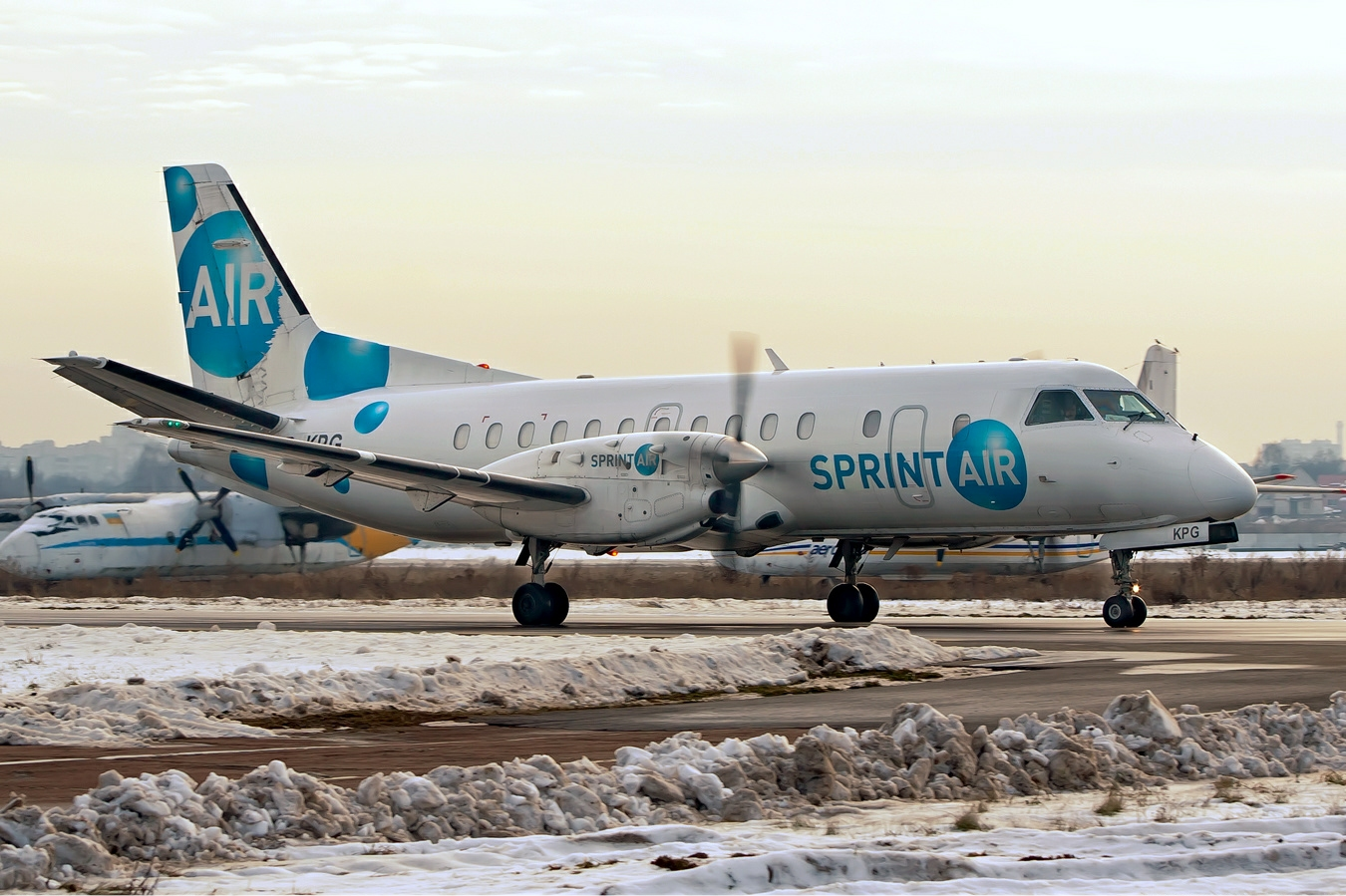
Saab 340SF

Die Gesellschaft betreibt auch mit SprintAir Flight School eine eigene Flugschule in Warschau.

## Flugziele

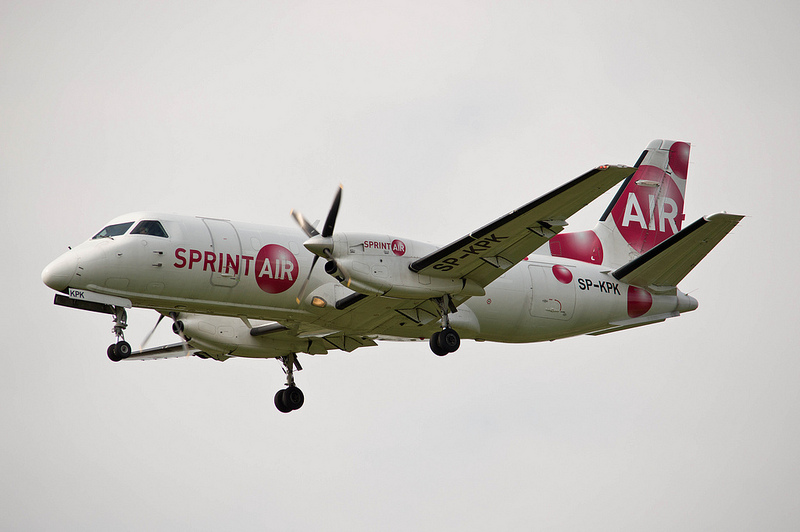
SprintAir-Saab-340 in Kaunas

Sprint Air bedient mit ihren Fracht- und Passagierflügen Ziele in Polen, Deutschland, der Ukraine und zwei baltischen Staaten.
Auf dem Flughafen Leipzig/Halle betreibt die Fluggesellschaft eine Basis für bis zu drei Flugzeuge.

## Flotte

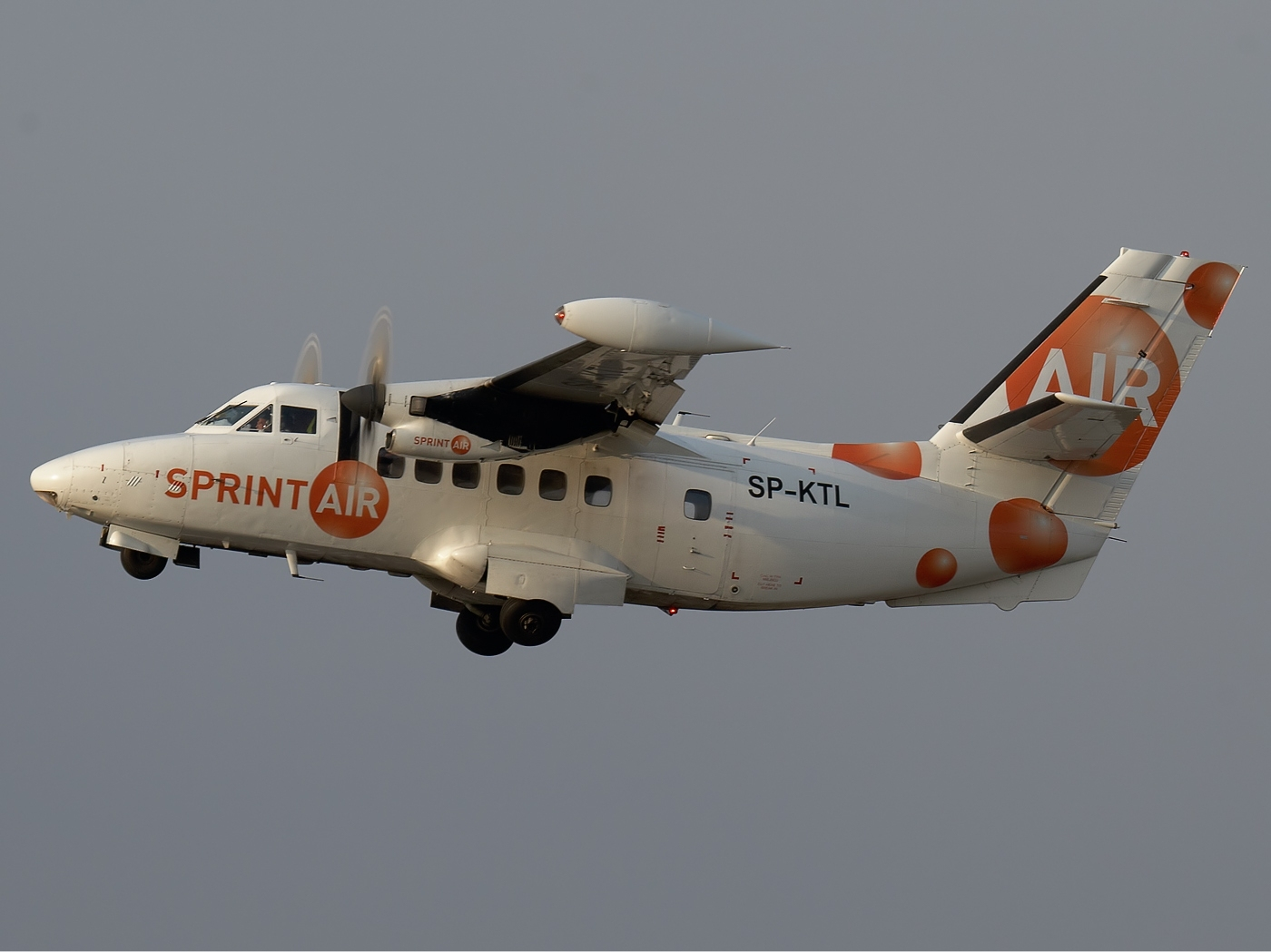
Ehemaliger Let L-410

Mit Stand April 2025 besteht die Flotte der SprintAir aus 18 Flugzeugen mit einem Durchschnittsalter von 31,5 Jahren:
| Flugzeugtyp   | Anzahl | bestellt | Anmerkungen  | Sitzplätze | Durchschnittsalter |
| ------------- | ------ | -------- | ------------ | ---------- | ------------------ |
| ATR72-200(F)  | 11     |          | eine inaktiv | -          | 27,0 Jahre         |
| Saab 340A     | 01     |          |              | 33         | 38,6 Jahre         |
| Saab 340A(F)  | 03     |          |              | -          | 38,6 Jahre         |
| Saab 340A(QC) | 03     |          |              | 33         | 38,6 Jahre         |
| Gesamt        | 18     | -        |              |            | 31,5 Jahre         |